# Lisianthius gracilis
Lisianthius gracilis là một loài thực vật có hoa trong họ Long đởm. Loài này được (Griseb.) Perkins mô tả khoa học đầu tiên năm 1902.